# Wu Ming

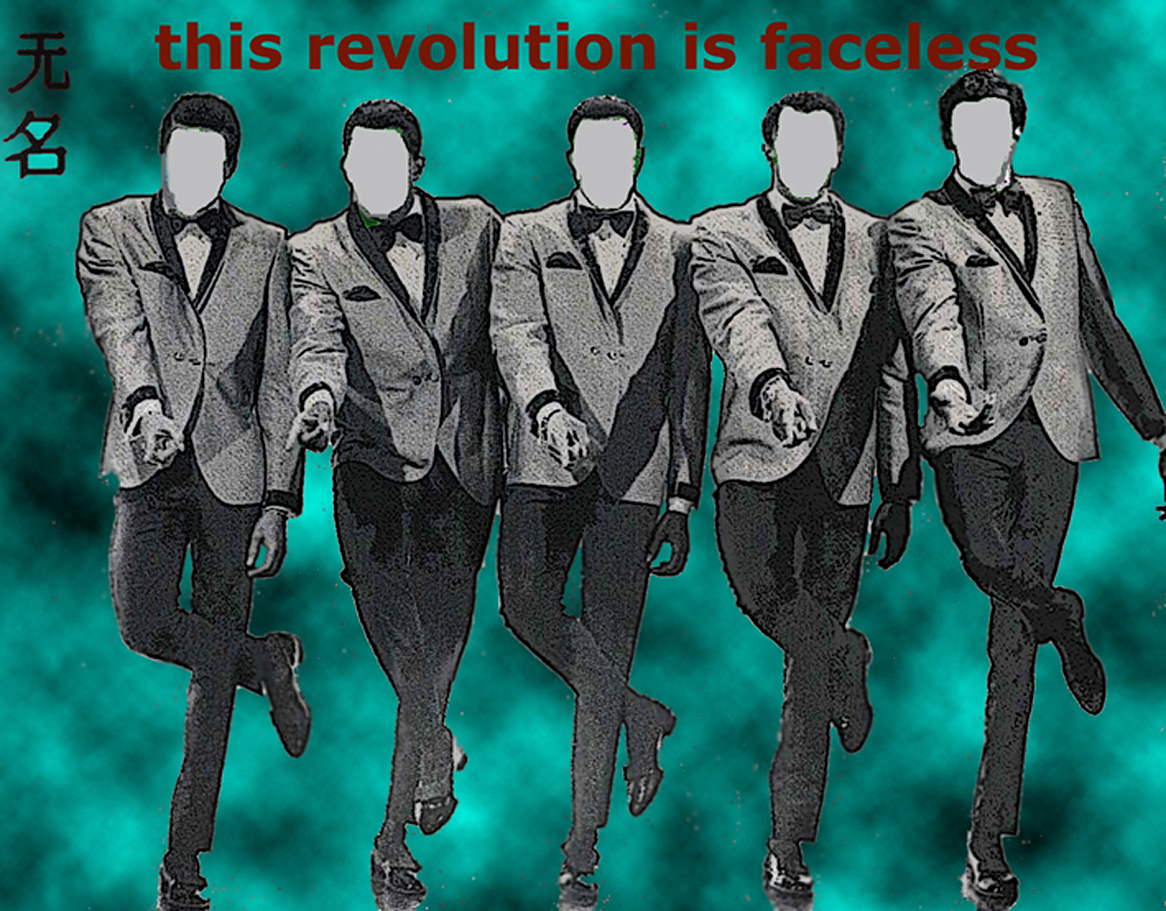
La imagen que Wu Ming ha utilizado como logotipo desde el 2001 hasta la primavera de 2008, cuando el quinteto se transformó en cuarteto tras la salida de Luca Di Meo / Wu Ming 3. En fecha 14/01/2009, esta imagen ya se encuentra totalmente ausente en el sitio oficial del colectivo.

Wu Ming (nombre completo: Wu Ming Foundation) es el seudónimo de un grupo de escritores italianos que trabajan de forma colectiva. Creado en el año 2000, formaban parte de la sección boloñesa del proyecto Luther Blissett. 
Contrariamente al seudónimo abierto Luther Blissett, «Wu Ming» corresponde a un preciso grupo de personas, activo y presente en el panorama cultural a partir de enero del año 2000. El colectivo es autor de numerosas novelas, traducidas y publicadas en muchos países, consideradas como parte del corpus (o "nebulosa") de la nueva épica italiana.
Wu Ming privilegia la importancia de la obra y no la fama de quien la produce. Esta opción está conectada con su posición respecto a los derechos de autor: desde el sitio oficial del grupo se pueden descargar los textos de sus obras, bajo licencias Creative Commons no comerciales u otras modalidades de licencias del tipo copyleft, cuya reproducción se permite en cualquier formato siempre y cuando no sea con fines comerciales.

## Significado del nombre
En chino, «wu ming» significa ya sea «anónimo» (無名 en chino tradicional y 无名 en chino simplificado) como «cinco nombres» (五名), según el tono con el que se pronuncie la primera sílaba. Por un lado, el nombre de la banda implica un tributo a los disidentes («Wu Ming» es una firma común entre los ciudadanos chinos que exigen democracia y libertad de expresión), y por otro, un explícito rechazo hacia «la máquina de hacer celebridades» que convierte al autor en una estrella. "Wu Ming" también hace referencia a la tercera oración del Tao Te Ching: «Wu ming tian di zhi shi»（無名天地之始, «sin nombre es el origen del cielo y de la tierra». «Wu Ming» (唔明) además quiere decir «no entiendo» en cantonés.

## Giap
El colectivo gestiona un blog, nacido como newsletter, cuyo nombre, Giap, se inspira al del general Võ Nguyên Giáp.

## Wu Ming Contingent
El 14 de mayo de 2013, se anuncia en el blog Giap el nacimiento de una auténtica sección musical de la Wu Ming Foundation, el cuarteto Wu Ming Contingent (en chino: 无名军队, pinyin wu ming jun dui - homenaje al álbum Wu Liao Contingent, publicado en 1999 por las cuatro principales bandas chinas de Oi!. La primera formación contaba con:
- Wu Ming 2 - voz
- Wu Ming 5 - guitarra
- Yu Guerra - bajo, coros
- Cesare Ferioli - batería

El 18 de abril de 2014, la banda publica su primer álbum, Bioscop, con la etiqueta Woodworm Label.
La mayor parte de las letras de las canciones son adaptaciones de artículos publicados por Wu Ming, entre 2010 y 2012, para la rúbrica WumingWood en la revista mensual GQ Italia. Cada una de los diez temas hablan de un personaje preciso: Chelsea Manning (Soldato Manning), Peter Norman (Peter Norman), Peter Kolosimo (Italia Mistero Kosmiko), Juan Manuel Fangio (La Notte del Chueco), Gil Scott-Heron (La Rivoluzione (non verrà trasmessa su You Tube), Maximilien de Robespierre (Cura Robespierre), Filippo di Edimburgo (Dio Vulcano!), Ho Chi Minh (Uno Spettro), Sócrates Sampaio de Sousa Vieira de Oliveira (Sócrates), Vittorio Arrigoni (Stay Human).
En el 2016, Riccardo Pedrini (Wu Ming 5) fue sustituido por Egle Sommacal.
El 12 de febrero de 2016, la banda publicó su segundo álbum, Schegge di Shrapnel, también con la casa Woodworm Label.

## Miembros y personajes públicos
Los miembros de Wu Ming convencionalmente son conocidos como Wu Ming 1, Wu Ming 2, Wu Ming 3, Wu Ming 4 y Wu Ming 5. Sin embargo, sus nombres reales no son secretos:
- Roberto Bui (Wu Ming 1)
- Giovanni Cattabriga (Wu Ming 2)
- Luca Di Meo (Wu Ming 3)
- Federico Guglielmi (Wu Ming 4)
- Riccardo Pedrini (Wu Ming 5)

El 16 de septiembre de 2008, el colectivo anunció la salida de Luca Di Meo del grupo, que se había producido en el curso de la primavera precedente.
Los Wu Ming realizan exhaustivas giras para presentar sus libros (que ellos describen como «casi gratefuldeadescas» y frecuentemente aparecen en público. No obstante, se niegan a dejarse fotografiar o ser filmados por los medios de comunicación. El sitio web oficial del colectivo tampoco contiene sus fotografías. Wu Ming 1 declaró la postura del grupo en una entrevista del año 2007:

Una vez que el escritor se convierte en un rostro... se inicia un torbellino caníbal: ese rostro aparece por todas partes, casi siempre en forma inoportuna. La foto demuestra mi ausencia, es un estandarte de distancia y soledad. La foto me paraliza, congela mi vida en un instante, niega mi transformación en algo distinto, mi devenir. Me convierto en un "personaje", material de relleno para compaginaciones de último momento, un instrumento que amplifica la banalidad. Por el contrario, mi voz , con sus matices, con sus cadencias, con su dicción imprecisa, su tonalidad, ritmo y pausa, titubeos, es el testimonio de una presencia aun cuando no estoy, me acerca a las personas y no niega mi devenir porque es una presencia dinámica, imprecisa, palpitante aunque parezca estática.

En la página de la biografía oficial de Wu Ming, el colectivo niega los rumores sobre que alguna vez hayan golpeado a un fotógrafo de prensa: 

"Cambian fecha y lugar, pero el núcleo de las diferentes versiones es ése. Bien, nunca ha sucedido, bajo ninguna circunstancia. Aunque es verdad que, como Auda Abu Tayi en  Lawrence de Arabia o King Kong en la famosa escena de los flashes, no nos gusta ser fotografiados. Ni siquiera vamos a la tele. Somos tímidos."

## Novelas de Wu Ming

### Q
La novela colectiva Q fue publicada en 1999 por la editorial Einaudi y traducida con rapidez al castellano (por la editorial Mondadori), inglés, alemán, neerlandés, euskera, francés, portugués brasileño, danés y griego. A pesar de su inaudito arreglo y de las peculiares características de la edición (que, anticipándose a las licencias creative commons, autorizaba su reproducción total o parcial, siempre y cuando fuera sin ánimo de lucro) la novela Q llegó a ser un importante éxito de ventas en diversos países. En marzo de 1999 los autores concedieron una entrevista al periódico La Repubblica, en la que afirmaron:

Nuestros nombres no tienen importancia y aún menos nuestras historias personales. Somos el equipo que escribió Q, pero en resumen somos menos del 0,04% del Luther Blissett Project.

En ella se narran, mediante una compleja trama histórica, hechos relacionados con el surgimiento del anabaptismo, el luteranismo, la guerra de los campesinos alemanes de 1524-1525 y el desarrollo del fraude bancario a gran escala.

### 54
54 es el más representativo entre los libros escritos por el colectivo en sus primeros años. Ha sido considerada como una novela sumamente compleja sobre la cultura popular, los sueños destrozados de la Resistencia Italiana y la relación entre Europa y los Estados Unidos.
La investigación de base comenzó en 1999, tras la publicación de Q. Las tramas fueron esbozadas durante las postrimerías de la Guerra de Kosovo. El trabajo de redacción acabó diez días después de los atentados del 11 de septiembre de 2001, en vísperas de la Guerra en Afganistán. Ambas guerras están explícitamente mencionadas en los "Títulos de coda" (créditos) de la novela: "Comenzado en mayo de 1999, durante los bombardeos de la OTAN sobre Belgrado. Entregado al editor italiano el 21 de septiembre de 2001, en espera de la escalation" (escalada bélica). Los sucesos que preparan el terreno para -y se derivan de- los atentados del 11-S también están alegóricamente descritos en la nota preliminar del libro. 

Las «posguerras» no existen. / Los necios llamaban «paz» al simple alejarse del frente. / Los necios defendían la paz apoyando al brazo armado del dinero. / Más allá de la primera duna, los enfrentamientos proseguían. Garras de animales quiméricos hundidas en la carne, el Cielo lleno de acero y humo, culturas enteras arrancadas de la Tierra. / Los necios combatían contra los enemigos de hoy avituallando a los de mañana. / Los necios sacaban pecho, hablaban de «libertad», «democracia», «los nuestros», mientras se comían el fruto de incursiones y saqueos. / Defendían la civilización contra sombras chinescas de dinosaurios. / Defendían el planeta de simulacros de asteroides. / Defendían la sombra chinesca de una civilización. / Defendían un simulacro de planeta. (trad. por J. R. Monreal; rev. por J. M. Salmerón; corr. por Zubin Metal)

54 fue publicada en Italia en la primavera boreal de 2002. En los meses subsiguientes, Wu Ming trabajó en colaboración con la banda de folk-rock italiana Yo Yo Mundi, cuyo álbum de concepto resultante,  54 (2004), fue inspirado en forma directa por la novela.

### New Thing
Obra de Wu Ming 1 editada en Italia en 2004, New Thing es la única novela solista de un miembro del colectivo que hasta el momento ha sido traducida y publicada en castellano (hay otras cuatro). Es definida por su autor como un "objeto narrativo no-identificado". Se ha dicho en varias ocasiones que no es una novela en el sentido tradicional del término, y aún más, que busca una subversión estructural de la novela tradicional.
New Thing es una historia coral, narrada -en sentido literal- por distintas voces como una recopilación de entrevistas, artículos de periódico, grabaciones de audio, memorias, cartas y demás. Más que la historia de un personaje o de un grupo de personajes, aquello que Wu Ming 1 despliega frente al lector es la historia de una época y de una idea. El jazz, las luchas por el "poder negro" y los aparatos represivos del gobierno estadounidense, los diferentes planos se atraviesan y se cruzan para formar una trama muy sólida. En medio de ese torbellino de nombres y emociones aflora la historia de un asesino múltiple que mata a jazzistas de color vinculados al movimiento del poder negro, y de una periodista, Sonia Langmut, dispuesta a descubrir la verdad. Pero como ha señalado un crítico, 

"estamos a años luz de los viejos clichés de lo que se conoce como 'serial thriller', es decir, una intriga que contiene un asesino serial, excesivamente trillados en la narrativa en cualquiera de sus formas. En New Thing, la historia de las matanzas en serie es casi un pretexto para contar el ambiente en el que se movían el misterioso 'Hijo de Whiteman', tal vez impulsado por motivos ideológicos, y sus víctimas escogidas".

### Manituana
El proyecto más ambicioso de los Wu Ming en la "segunda fase" de su trayectoria literaria es la novela Manituana, publicada en Italia en el 2007. La novela se desarrolla a finales del siglo XVIII, al alba de la revolución que dio origen a los Estados Unidos, y cuenta una historia que comienza en los bosques americanos y llega hasta los barrios bajos de Londres, trastornando la vida de una comunidad mestiza.
Manituana es el primer volumen de una trilogía que los Wu Ming denominan el "Tríptico Atlántico", y no es tan solo una novela, porque forma parte de un proyecto transmedial, articulado y continuado en otros medios y con otros lenguajes: música, cómics, fotografía, vídeo, artes gráficas, animaciones digitales, performances en vivo.
El eje del proyecto es el sitio web Manituana.com, que da espacio a aportaciones de los propios Wu Ming, pero sobre todo de sus lectores y fanes.
La sección "Sonidos", por ejemplo, recoge piezas musicales inspiradas en novela misma o algunos de sus personajes y capítulos, pero también grabaciones de lecturas de fragmentos, comentarios de fanes y otros escritores, presentaciones de la novela, audio-performances.
En la sección "Visiones" encontramos las imágenes de las más variadas representaciones visuales de episodios y personajes del libro
Una sección especial está dedicada a Pontiac. Historia de una revuelta, una "fábula sonora para adultos", tal y como la definen los Wu Ming, esto es, un audiolibro ilustrado que narra una historia anterior a la de Manituana y recoge algunas lecturas-concierto realizadas después de la salida de la novela.
Pero el espacio más amplio para las aportaciones de los lectores es lo que los Wu Ming llaman "Nivel 2": un área del sitio a la que se accede respondiendo a una pregunta sobre el libro. Es un espacio pensado para aquellos que ya hayan leído Manituana y quieren hacer preguntas, discutir con los autores y otros lectores, contribuir con propios relatos a la construcción del mundo de Manituana, extendiéndolo, ahondándolo, y en parte, desviándolo. En palabras de los Wu Ming, el nivel 2 es

un lugar pensado para responder preguntas y crear otras, satisfacer las curiosidades y difundir la narración comunitaria a través de hibridaciones, cruzamientos, confrontaciones, perspectivas e intercambios.

La publicación de Manituana en español está prevista en el mayo de 2009.

### El ejército de los sonámbulos
N.º de páginas: 584; Editorial Anagrama; Año de edición en España: 14/06/2017

Traducción: Juan Manuel Salmerón Arjona

Título original: L’Armata dei Sonnambuli. Editado en Italia en 2014

Se desarrolla a partir del 21 de enero de 1793, año que sirvió de título a la última novela de Victor Hugo, cuando el Rey Luis XVI está a punto de ser guillotinado por orden de la Convención Nacional, en un periodo clave en que la Revolución Francesa tiene grandes luchas entre jacobinos, girondinos y los contrarrevolucionarios o partidarios de la realeza. Es el periodo de El Terror.

Para ello estructuran la novela, los diferentes autores, en actos y escenas, como en una gran obra de teatro. Surgiendo un núcleo que va introduciendo una intriga, una trama policíaca, acerca de unos extraños sucesos que en este periodo histórico empezaban a aparecer, el mesmerismo o magnetismo animal, para al final ir poco a poco todas las historias concurriendo juntas.

En la novela son presentados una serie de personajes que van llevando su propia historia, y que representan modelos de ciudadanos según su posición, fortuna o ideología de este periodo: las costureras, los aristócratas, pobres ciudadanos, los sans culottes, que luchan por mantener la radical democracia jacobina, los personajes oscuros, conspiradores, líderes políticos, etc y también un personaje, que mediante monólogos representa la voz del pueblo, con una voz muy inculta, que presenta una opinión sarcástica de lo que va aconteciendo pero casi sin ideología. Otros personajes son los locos internados en un centro u hospital, que a veces dan la sensación de ser los más cuerdos. 

Junto a ellos y ellas aparecen personajes reales, que participaron y tuvieron presencia destacada en este periodo, como Marat, Robespierre, Brissot, etc. y destacadas mujeres que lucharon por lograr una plena igualdad entre hombres y mujeres como Olympe de Gouges, Ana Josefa Théroigne de Méricourt, Etta Palm d'Aelders, etc. Mostrando las ideas preconcebidas negativas que muchos revolucionarios y revolucionarias tenían sobre la igualdad de varones y mujeres.

Todos los participantes los presentan, apareciendo y desapareciendo en los diferentes actos y escenas, mezclando los personajes "ficticios" y reales, mientras que por otro lado, los autores van incluyendo documentos publicados en ese periodo y que podemos encontrar en archivos.

En realidad nos cuentan este periodo de la Revolución Francesa desde distintas perspectivas, según como les va a cada grupo y en cada momento. Como si esta fuera una gran obra de teatro, con mucha oratoria de los políticos.

Es de destacar la narración de hechos históricos, algunos desconocidos para los lectores en general. Dándole un sustrato histórico, el cual se desarrolla principalmente en París pero también en otras regiones de Francia, donde se da muchas veces un entorno rural, atrasado con muchas supersticiones, durante dos años tras la muerte del rey y caída o final del Periodo del Terror.

Los extraños sucesos relacionan la idea del hipnotismo o mesmerismo o magnetismo o técnicas de control mental, recibe diversos nombres,  con la idea sobre lo que puede manejar nuestra voluntad en situaciones donde se deciden hechos trascendentales 
La novela tiene un epílogo en el cual los autores hacen un resumen sobre los datos que se conocen de los personajes principales que han participado en la narración, que no aparecen todos en los libros de historia y en que han recopilado en archivos de diferentes fuentes, mostrándonos que la realidad a veces no es tan sencilla como imaginamos, ampliando nuestra visión del conflicto de la Revolución Francesa en este periodo.

## Películas

### Radio Alice (Lavorare con lentezza)
Wu Ming se acredita también como coguionista de la película italiana Lavorare con lentezza (título en español: Radio Alice), dirigida por Guido Chiesa y estrenada en Italia en 2004. El significado del título en italiano quiere decir "trabajar lentamente" y hace referencia a una canción de protesta, un popular canto izquierdista de la década de 1970: 

"Trabajar lentamente / sin hacer esfuerzo alguno / quien es rápido se hace daño / y acaba en el hospital / En el hospital no hay cama / y se puede morir en breve. / Trabajar lentamente / sin hacer esfuerzo alguno / la salud no tiene precio."

Está ambientada durante la sublevación estudiantil que paralizó Bolonia durante varios días en marzo de 1977. Varias subtramas narrativas se desarrollan alrededor de Radio Alice, la estación de radio montada por el "ala creativa" (autodenominada "Mao-Dadaísta") del movimiento de Autonomía radical. En la mañana del 11 de marzo un alboroto relacionado con los estudiantes radicales y católicos se intensifica en disturbios de gran escala en el barrio de la Universidad. La brigada antidisturbios de los Carabinieri lanzó un ataque y asesinó a un estudiante de 25 años llamado Francesco Lorusso. Como consecuencia, miles de estudiantes y activistas tomaron por asalto el centro de la ciudad, enfrentándose con la policía y lanzando cócteles molotov. El 13 de marzo los locales de Radio Alice fueron invadidos y destrozados por la policía, la estación de radio clausurada y todos los miembros del equipo fueron arrestados. En la película se narra la historia combinando anécdotas reales con personajes semificticios.
Radio Alice obtuvo varios premios y galardones en festivales cinematográficos europeos, entre ellos el Premio Marcello Mastroianni al mejor intérprete debutante en el Festival Cinematográfico de Venecia de 2004 y el primer premio en el Festival de Cinema Politic de 2005 en Barcelona.